# EB테크
이비테크(영어: EB-Tech)는 대한민국의 전자가속기 기업이다.

## 역사
2000년 삼성중공업으로부터 분리, 설립되었다.